# Platymiscium gracile
Platymiscium gracile es una especie de planta con flor leguminosa de la subfamilia Faboideae en la familia Fabaceae.
Es endémica de Perú, en el departamento de San Martín cerca de Tarapoto. Está amenazada por pérdida de hábitat.

## Taxonomía
Platymiscium gracile  fue descrita por George Bentham y publicado en Journal of the Linnean Society, Botany 4(Suppl.): 82. 1860.